# Dutch Open 1988
Il Dutch Open 1988 è stato un torneo di tennis giocato sulla terra rossa. È stata la 31ª edizione del torneo, che fa parte del Nabisco Grand Prix 1988. Il torneo si è giocato a Hilversum nei Paesi Bassi dal 25 al 31 luglio 1988.

## Campioni

### Singolare maschile
Emilio Sánchez ha battuto in finale  Guillermo Pérez Roldán con il punteggio di 6–3, 6–1, 3–6, 6–3

### Doppio maschile
Sergio Casal /  Emilio Sánchez hanno battuto in finale  Magnus Gustafsson /    Guillermo Pérez Roldán con il punteggio di 7–6, 6–3